# Situs inversus
A situs inversus (szó szerint: fordított helyzet) egy veleszületett állapot, amiben a nagyobb belső szervek normál helyzetükhöz képest jobb-bal irányban tükrözve helyezkednek el. A szervek normális elhelyezkedése situs solitus (szó szerint: szokásos helyzet) néven ismert. Az állapot gyakoribb szívpanaszokkal jár együtt, de különösebb tüneteket nem produkál, így a modern orvostudomány kialakulásáig nem is ismerték.
Gyakorisága 0,01%; azaz tízezer emberből egyet érint. Leggyakrabban minden belső szerv a szokásos tükörképi párja; ennek neve situs inversus totalis (teljes fordított helyzet). Ha ez a szívre igaz, akkor a dextrocardia elnevezést használják. Teljes esetben a szervek egymáshoz viszonyított helyzete egybevágó a szokásossal, így különösebb panaszuk nincs, de tanácsos magukkal hordani egy egészségügyi kártyát, ami figyelmeztet az állapotra, hogy a szívverést jobb oldalon hallgassák meg, és a vakbélgyulladásra utaló fájdalom bal oldalt jelentkezhet.
Ritkább esetekben nem határozható meg általános helyzet. Például lehet a máj középvonalban, a belek foroghatnak ellentétes irányban, a lép hiányozhat vagy lehet belőle több. A struktúrák megjelenhetnek többször, vagy hiányozhatnak. Ez gyakrabban okoz orvosi problémákat, mint a situs inversus totalis.

## Bonyodalmak

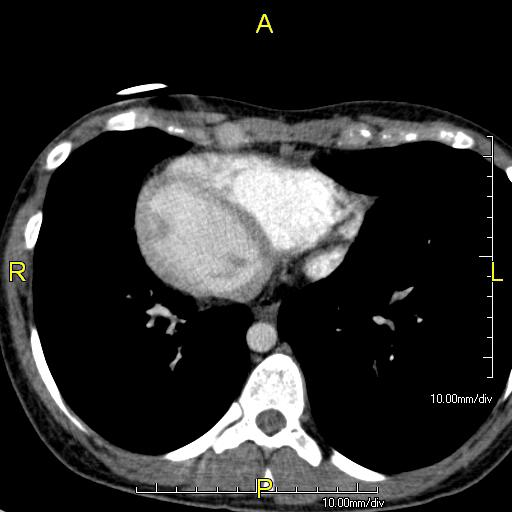
Axiális CT kép, dextrocardiával és situs inversussal Kartagener-szindrómás egyénben

Ha nincsenek veleszületett szívpanaszok, akkor a situs inversusos személyek egészségesek, állapotuk semmilyen egészségügyi problémát nem okoz. A szívproblémák gyakorisága  5–10%, leggyakrabban a nagy erek helyzete miatt. Ha a szív bal oldalt helyezkedik el (levocardia), akkor a szívbetegség gyakorisága 95%.
Sokan nem is vesznek tudomást szokatlan anatómiájukról, amíg más okból nem keresik fel az orvost, például bordatörés vagy vakbélgyulladás esetén. Szűréseken is felfedezhető. Sok tünet nem a megszokott oldalon jelentkezik, emiatt először félre is diagnosztizálhatják a betegséget. Emiatt fontos, hogy a situs inversusos ember tájékoztassa az orvosi személyzetet állapotáról. Eszméletlenség esetére segíthet, ha figyelmeztető jelzést hordanak magukon, például karkötőt.
Az állapot bonyolultabbá teszi a szervátültetést, mivel a szervek legtöbbször situs solitus (többségi) donorokból származnak. A legnagyobb gond a szív és a máj esetén jelentkezik, mivel ezek a szervek nem tükörszimmetrikusak, így a megfelelő hely megtalálása, kialakítása és a vérerek bekötése további bonyodalom.

## Okai

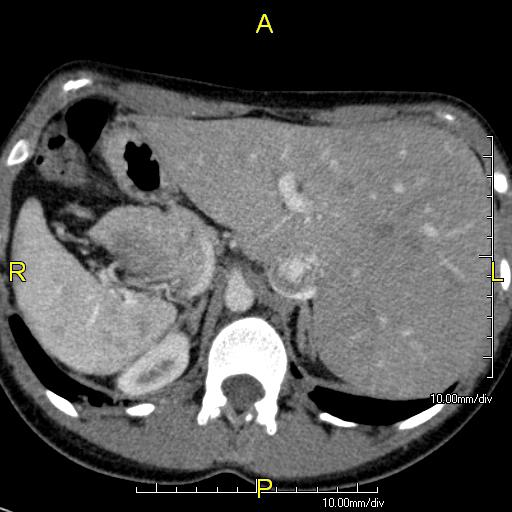
Kartagener-szindrómás egyénről készült axiális CT kép. Látható a situs inversus: máj és epehólyag bal oldalon, lép és aorta jobb oldalon

Leggyakoribb allélja autoszomális recesszív öröklésmenetű, de van X-hez kapcsolt öröklésmenetű is. Az is előfordul, hogy egypetéjű ikrek közül az egyik situs inversusos.
A situs inversusos emberek negyedének állapotát a primary ciliary dyskinesia (PCD) okozza. Ez a sejtek ciliuminak rendellenes működésére vezethető vissza. A korai embrionális fejlődés ideje alatt ezek határozzák meg a belső szervek elhelyezkedését, de PCD esetén 50% esély van situs inversus kialakulására. Ekkor jelentkezik a Kartagener-szindróma is, amit a situs inversus mellett légúti tünetek, krónikus sinusitis és bronchiectasis jellemez. A ciliumok távolítják el a tüdőből a nyálkát; rendellenes működésük miatt könnyebben megbetegszik a tüdő. A Kartagener-szindróma nemzőképtelenséget okozhat férfiaknál, mivel a hímivarsejtek megfelelő mozgásához működőképes ciliumokra van szükség.

## Hatása
A situs inversus totalis kiterjed az összes mellkasi és hasüregi szervre. Általánosan kifejezve, a szervek a szagittális síkra vannak tükrözve. A szív a mellkas jobb oldalán, a gyomor és a lép a hasüreg jobb oldalán, a máj és az epehólyag a bal oldalon található. A szívben a jobb pitvar a bal oldalon, a bal pitvar a jobb oldalon van. A bal tüdőnek három, a jobbnak két lebenye van. A belek iránya is fordított, a vakbél a bal oldalon helyezkedik el. A véredények, a nyirokerek és az idegek is a normális tükörképei.
A situs inversus totalisnál ritkább eset, ha a szív kivétel a tükörképi elhelyezkedés alól, és bal oldalon található. Ez a situs inversus levocardiával.
A látóidegfő situs inversusát az erek abnormális iránya és a látóidegfő dőlése jellemzi. Lehet egyoldali vagy kétoldali. Rontja a kétszemes látást és a térlátást, és kis mértékű kancsalságot okoz.

## Története
A dexterocardiát először Leonardo da Vinci (1452–1519) ábrázolta, és  Marco Aurelio Severino ismerte fel 1643-ban. Az első részletes leírást Matthew Baillie adta több, mint száz évvel később.
A situs inversus a bővebb situs inversus viscerum latin kifejezés rövidítése, aminek jelentése: a belső szervek fordított helyzete.

## Hírességek
Situs inversusos hírességek:
- Enrique Iglesias, spanyol énekes, színész, dalszerző.[9]
- Catherine O'Hara, kanadai-amerikai színésznő, író, komikus.[10]
- Donny Osmond, amerikai énekes, színész, korábbi sztár. Vakbélgyulladását először félrediagnosztizálták anatómiája miatt.[11]
- Randy Foye, az NBA kosárlabdázója. Komolyabb egészségügyi problémái nem voltak 2009 januárjáig.[12]
- Tim Miller, az Ashtanga Jógacentrum igazgatója a kaliforniai Carlsbadban.[13]

## Más fajoknál
Az éticsigák háza többnyire jobbra csavarodik. A balmenetes házú éticsigák arányát 1:10 000 és 1:1 000 000 közé teszik. Ezekben az állatokban a belső szervek és a testnyílások is tükrözöttek a normálishoz képest.
A pocsolyacsigáknál a situs inversus kialakulása anyai faktoron múlik. A dextrál fehérje határozza meg a ciliumok csapásirányát. Az emberhez hasonlóan ezek szabályozzák a szervek elhelyezkedését. A fehérje a petesejtből származik, és domináns-recesszív öröklésmenetet követ.

## Fordítás
Ez a szócikk részben vagy egészben  a   Situs inversus című angol Wikipédia-szócikk fordításán alapul.  Az eredeti cikk szerkesztőit annak laptörténete sorolja fel. Ez a jelzés csupán a megfogalmazás eredetét és a szerzői jogokat jelzi, nem szolgál a cikkben szereplő információk forrásmegjelöléseként.
Ez a szócikk részben vagy egészben  a   Situs inversus című német Wikipédia-szócikk fordításán alapul.  Az eredeti cikk szerkesztőit annak laptörténete sorolja fel. Ez a jelzés csupán a megfogalmazás eredetét és a szerzői jogokat jelzi, nem szolgál a cikkben szereplő információk forrásmegjelöléseként.